# José Pereira Guimarães
José Pereira Guimarães (São Paulo, 22 de fevereiro de 1907 — São Paulo, 1983), mais conhecido como Guimarães, foi um futebolista brasileiro, que atuava como médio (atual volante) e se consagrou atuando pela equipe do Corinthians.

## Biografia

### Independência
Guimarães iniciou sua carreira jogando pelo Independência, do bairro do Ipiranga, a exemplo de seu companheiro, De Maria. E, novamente, a exemplo de De Maria, apresentou um futebol eficaz atuando como volante, mas ponta-esquerda de origem. Assim chamou a atenção do Corinthians e, em 1928, ele se tornou jogador da equipe alvinegra.

### Corinthians
Saindo do Independência, não demorou muito e se destacou pelo Corinthians atuando como ao lado dos também meio-campistas Munhoz e Nerino Galante. O trio, que se consagrou graças à sua raça e sua determinação, ganhou o apelido carinhoso de ´´Os Três Mosqueteiros``. Juntos, eles ganharam os campeonatos paulistas de 1929 e 1930.
Guimarães não teve êxito no Timão apenas por sua raça e sua habilidade, mas também por seus gols. Ele, que desde a infância e na adolescência atuava como um atacante eficaz, não perdeu sua habilidade de balançar as redes quando passou à jogar como volante. Durante o tempo que vestiu a camisa corintiana, entre 1928 e 1934, atuou em 139 jogos e balançou as redes 37 vezes. Neste período, conquistou dois campeonatos paulistas.

### Fluminense
Em 1935, deixou o Corinthians e foi jogar no Fluminense, onde foi tetracampeão do Campeonato Carioca em 1936,1937,1938 e 1940.
Sua carreira no futebol foi interrompida precocemente devido à sérias lesões no joelho, se aposentando aos 37 anos.

### Falecimento
Guimarães faleceu em 1983, aos 76 anos de idade. No mesmo ano, o Corinthians conseguiu um bicampeonato paulista (venceu o mesmo torneio no ano anterior, em 1982) e o Fluminense era campeão carioca.

## Títulos
Corinthians
- Campeonato Paulista de 1929
- Campeonato Paulista de 1930
- Campeão dos Campeões de 1930

 Fluminense
- Campeonato Carioca de 1936
- Campeonato Carioca de 1937
- Campeonato Carioca de 1938
- Campeonato Carioca de 1940